# بالیتون
بالیتون (به لاتین: Baliton) یک منطقه مسکونی در جمهوری آذربایجان است که در شهرستان لنکران واقع شده‌است. بالیتون ۱۰۹۶ نفر جمعیت دارد.